# Scincella przewalskii
Scincella przewalskii — вид сцинкоподібних ящірок родини сцинкових (Scincidae). Ендемік Китаю. Вид названий на честь російського мандрівника Миколи Пржевальського.

## Поширення і екологія
Scincella przewalskii відомі за типовим зразком, зібраним в горах на території провінції Ганьсу.